# 聂赫尔
聂赫尔 （波斯語：‎，波斯語：‎，罗马化名称：Nīk Shahr; also known simply as Nīk; formerly, Geh and Keh） 是一座位于伊朗的錫斯坦－俾路支斯坦省的城市。根据2006年的人口普查，全城的总人口为13,267，有2,365个家庭。